# Catalina Peláez
Catalina Peláez Casasfranco (* 4. September 1991 in Bogotá) ist eine kolumbianische Squashspielerin.

## Karriere
Catalina Peláez begann ihre professionelle Karriere in der Saison 2010 auf der PSA World Tour. Ihre höchste Platzierung in der Weltrangliste erreichte sie mit Rang 56 im Oktober 2015. Dreimal stand sie bislang in einem Endspiel auf der World Tour und gewann einen Titel.
Mit der kolumbianischen Nationalmannschaft nahm sie 2012, 2014 und 2024 an der Weltmeisterschaft teil. Sie qualifizierte sich 2012 erstmals für das Hauptfeld der Weltmeisterschaft im Einzel. In der ersten Runde unterlag sie Laura Massaro in drei Sätzen. Bei den Panamerikanischen Spielen gewann sie 2007 mit der Mannschaft die Bronzemedaille. 2011 sicherte sie sich sowohl mit der Mannschaft als auch in der Doppelkonkurrenz mit Silvia Angulo Rugeles die Silbermedaille. Vier Jahre später gewann sie in den beiden Konkurrenzen nochmals Bronze, im Doppel diesmal mit Laura Tovar. 2019 sicherte sie sich in Lima im Mixed die Goldmedaille und mit der Mannschaft abermals Bronze. Bei den Panamerikanischen Spielen 2023 in Santiago de Chile gewann Peláez sowohl mit Miguel Ángel Rodríguez im Mixed als auch mit der Mannschaft die Bronzemedaille. Sie vertrat Kolumbien bei den World Games 2013 und erreichte das Achtelfinale, in dem sie gegen Camille Serme verlor. 2013, 2014 und 2018 wurde sie Panamerikameisterin im gemischten Doppel mit Miguel Ángel Rodríguez sowie 2024 Panamerikameisterin im Doppel mit Lucía Bautista. Bei den Südamerikaspielen 2010 gewann sie Gold in der Doppelkonkurrenz mit Silvia Angulo Rugeles sowie mit der Mannschaft.
Sie schloss ein Studium am Trinity College in Studio Arts im Hauptfach und Italienisch im Nebenfach ab. Daneben war sie für Trinity auch im College Squash aktiv.

## Erfolge
- Panamerikameisterin im Doppel: 2024 (mit Lucía Bautista)
- Panamerikameisterin im Mixed: 2013, 2014 und 2018 (mit Miguel Ángel Rodríguez)
- Vizepanamerikameisterin mit der Mannschaft: 2017, 2024
- Gewonnene PSA-Titel: 1
- Panamerikanische Spiele: 1 × Gold (Mixed 2019), 2 × Silber (Doppel und Mannschaft 2011), 6 × Bronze (Doppel 2015, Mixed 2023, Mannschaft 2007, 2015, 2019 und 2023)
- Südamerikaspiele: 5 × Gold (Einzel, Mixed und Mannschaft 2018, Doppel und Mannschaft 2010)
- Zentralamerika- und Karibikspiele: 1 × Gold (Doppel 2010), 5 × Silber (Mixed 2018, Mannschaft 2006, 2010, 2014 und 2018), 5 × Bronze (Einzel 2010, 2014 und 2018, Doppel 2006, Mixed 2014)